# Tanzanie na Letních olympijských hrách 2008
Tanzanie se účastnila Letní olympiády 2008. Zastupovalo ji 10 sportovců (8 mužů a 2 ženy) ve 2 sportech (atlerika a plavání). Nejlépe se dařilo běžci Fabiana Josepha Naasi v běhu na 10 000 m. Tanzanie nezískala žádnou medaili.